# Larisa Pelešenko
Larisa Aleksandrovna Agapova-Pelešenko (rusko Лариса Александровна Агапова-Пелешенко), ruska atletinja, * 29. februar 1964, Slanci, Sovjetska zveza.
Nastopila je na poletnih olimpijskih igrah leta 2000, ko je osvojila naslov olimpijske podprvakinje v suvanju krogle. Na svetovnih dvoranskih prvenstvih je osvojila naslov prvakinje leta 2001, na evropskih dvoranskih prvenstvih pa naslov prvakinje leta 2000 in dve srebrni medalji. Leta 1995 je prejela štiriletno prepoved nastopanja zaradi dopinga.